# Rhodobryum pseudomarginatum
Rhodobryum pseudomarginatum là một loài Rêu trong họ Bryaceae. Loài này được (Geh. & Hampe) Paris miêu tả khoa học đầu tiên năm 1898.